# René Bérenger
Pour les articles homonymes, voir Bérenger.
Pour les autres membres de la famille, voir Famille Bérenger.
René Bérenger, né à Bourg-lès-Valence (Drôme) le 22 avril 1830 et mort au château d'Alincourt (Val d'Oise) le 29 août 1915, est un avocat, magistrat, criminaliste et homme politique français.

## Biographie

### Famille
Il est le fils d'Alphonse Bérenger, dit Bérenger de la Drôme, député et pair de France et d'Étiennette Rigaud de Lisle, fille de Louis-Michel Rigaud de l'Isle, membre du Corps législatif, et le petit-fils de Marcelin René Bérenger, député aux États généraux de 1789.

### Carrière
Avocat général à Lyon en 1870, il démissionne pour s'engager comme volontaire lorsque la guerre éclate. Il est décoré de la Légion d'honneur pour fait de guerre. Il est ministre des Travaux publics du 18 mai 1873 au 24 mai 1873 dans le gouvernement Jules Dufaure, puis sénateur inamovible.
Bérenger succède à l'Académie des sciences morales et politiques au juriste Charles Lucas en 1890. Il œuvre à la modernisation de la politique pénale : les lois de 1885 et 1891 qui portent son nom introduisent, respectivement, la libération conditionnelle et le sursis. Elles aggravent aussi les peines pour les récidivistes. Il était en parallèle président de la Société générale pour le patronage des libérés.

### Le «Père la Pudeur»

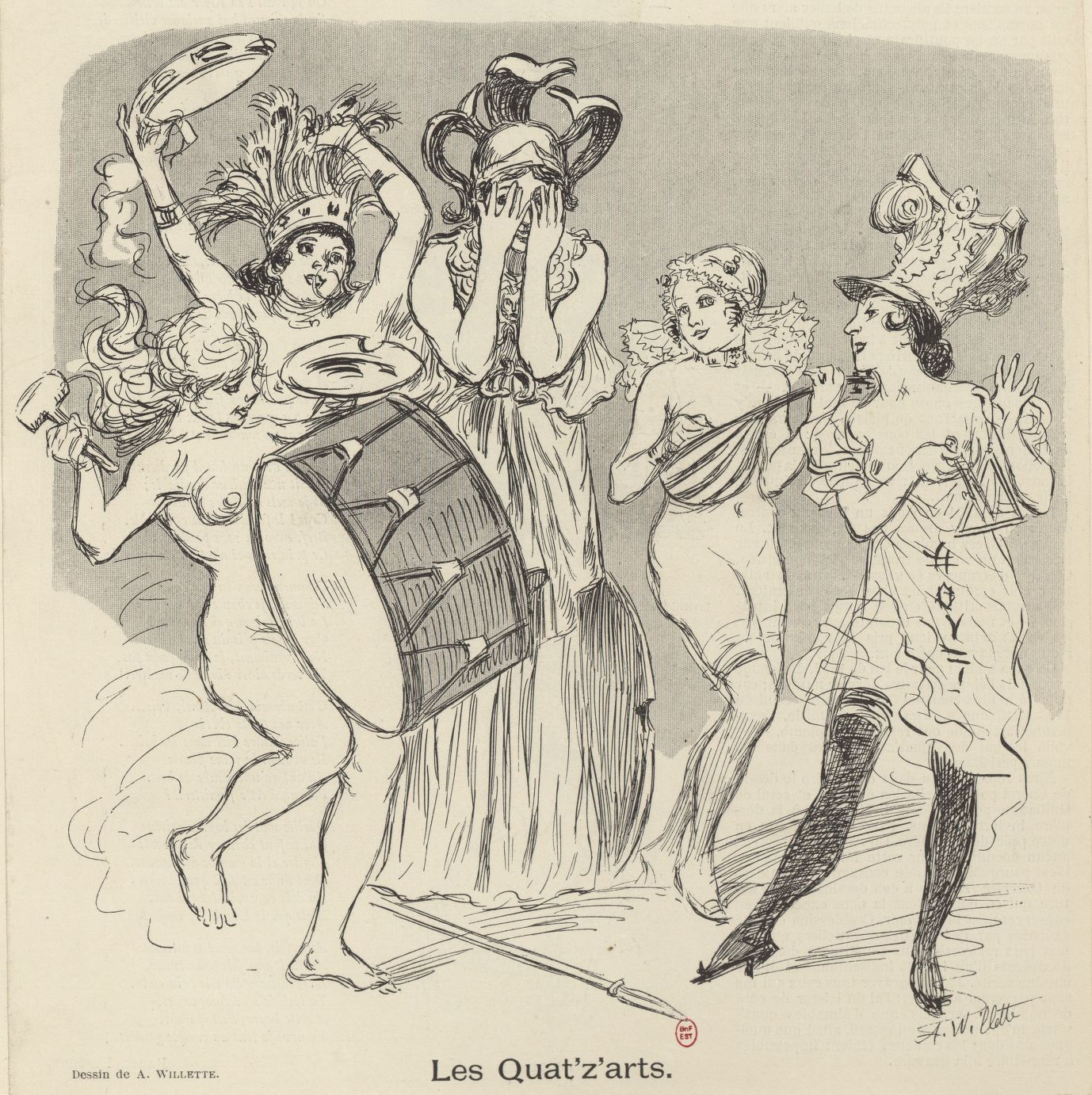
Evocation du bal des Quat'zarts par Willette.

Dès 1892, il dirige également une campagne sévère pour le respect des bonnes mœurs, qui lui vaut le sobriquet de « Père la Pudeur ». Le procès qu'il suscita l'année suivante contre l'impudicité du Bal des Quat'z'Arts dégénéra en émeutes au Quartier latin. La plupart des périodiques satiriques le chargent — par exemple Le Sourire en novembre 1899, sous le crayon féroce d'Eugène Cadel mais aussi par Jules Radiguet dans L'Assiette au beurre, du 12 février 1910.
Il rédige, en 1907 et 1908, plusieurs projets de loi portant sur la réglementation de la prostitution, notamment celle des mineures, et se prononce pour l'abolition de la réglementation de la prostitution, considérée comme un facteur d'acceptation d'une pratique qu'il décrit comme « le fléau des foyers ».
Les frères Offenstadt, propriétaires et dirigeants d'une société éditant des publications illustrées enfantine mais aussi d'un magazine d'humour, spécialisé dans le comique troupier,  La Vie en culotte rouge, sont également la cible du « père la pudeur », qui réussit à dissuader les compagnies de chemin de fer de permettre la vente de ce journal dans les gares. Le 25 janvier 1909, Georges Offenstadt, propriétaire du journal depuis janvier 1908, et Maurice Weill, l'ancien propriétaire, assignent le sénateur Bérenger devant le tribunal de la Seine en lui réclamant 100 000 francs de dommages et intérêts pour le préjudice subi, ainsi qu'une indemnisation, pour Georges Offenstadt, de 5 000 francs par an et par réseau jusqu'au rétablissement de la vente du journal. Le 16 février 1910, le tribunal déboute Maurice Weill et Georges Offenstadt. En 1910, c'est Charles Offenstadt qui poursuit le sénateur Bérenger en diffamation et lui réclame 10 000 francs de dommages et intérêts. Lors de sa comparution devant la neuvième chambre correctionnelle le 1er juillet 1910, le sénateur déclare explicitement renoncer à son immunité parlementaire. C'est cependant sur ce motif que le tribunal argumente pour déclarer la nullité de la citation à comparaître.

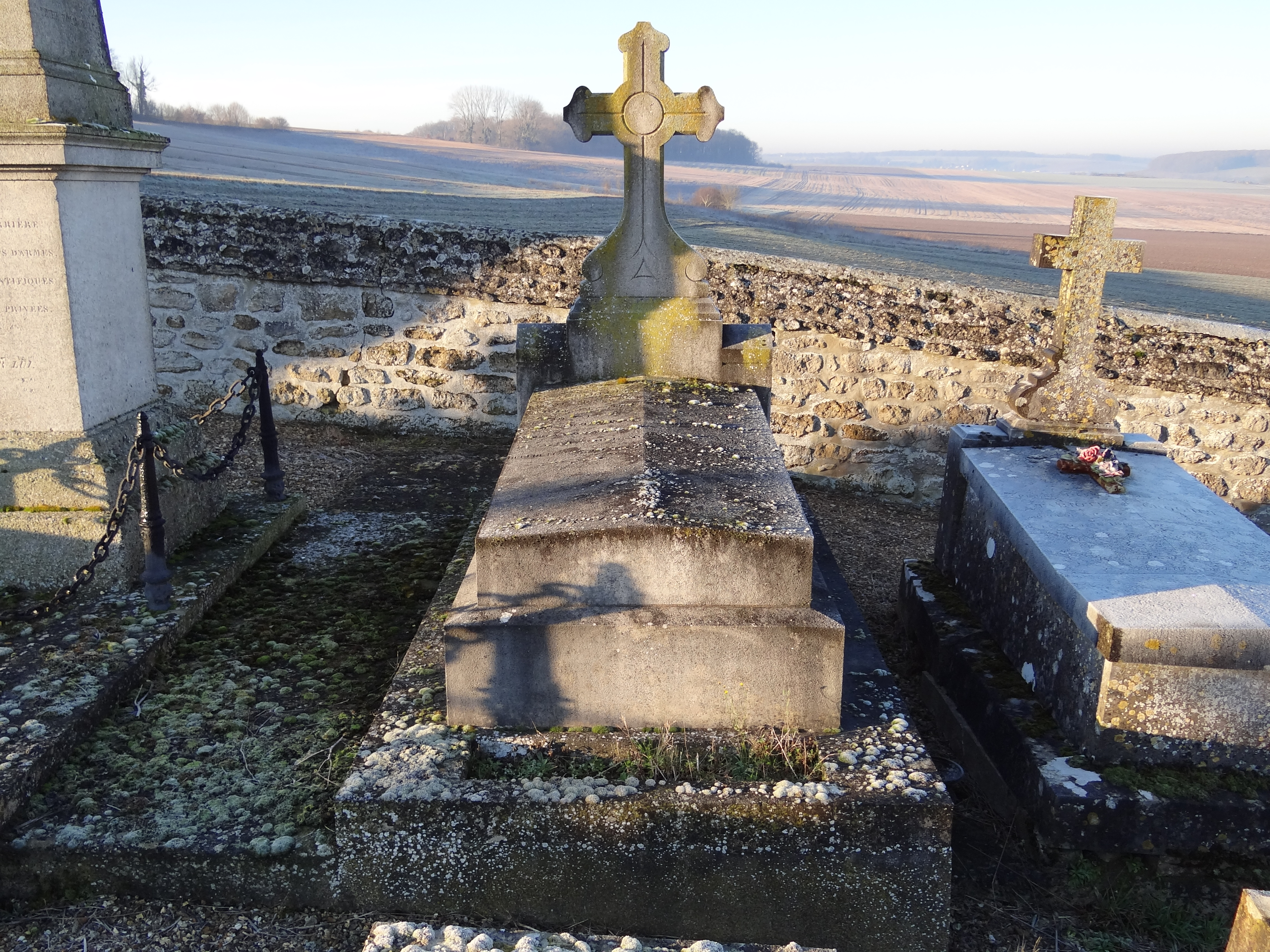
La tombe de René Bérenger au cimetière de Parnes (Oise).

## «Monsieur Bérenger» dans la mémoire populaire
La pruderie de René Bérenger a laissé en français l'expression « Père la Pudeur », synonyme de personne excessivement prude.
On doit aux chansonniers de son temps la chanson « Monsieur Bérenger » qui décrit les effets de la pruderie du personnage dans la colonie de la Martinique. Voici les paroles de cette chanson :
Défense est venue

Par dernier bateau

À tout petit nègre

De montrer sa peau.
Refrain
Monsieur Bérenger,

Tu nous emmerdes,

Monsieur Bérenger,

Tu nous fais chier !

Aut'fois petit nègre,

Pour cacher nudité,

Portait feuille coco,

Et feuille de palmier.

Falloir faire venir

De Paris et London,

Des petites jaquettes

Et des chapeaux ronds.
Refrain

Quand li petit nègre

Avait bu un coup

Faisait son pipi

Un tit peu partout.

Maint'nant faut qu'y donne

Deux sous pour pisser 

Dans un p'tit chalet 

En bambous tressés. 
Refrain

Quand li petit nègre

Vouloir embrasser

Mignonne négresse

Faut fermer volet.

Pauv' petite négresse

Pour cacher nénés

Faut mettre chemisette

Pantalon fermé.
Refrain

À Martinique,

Si vient Bérenger

Li bons petits nègres

Y vont li manger.
Refrain

Ci-dessous le refrain (édulcoré), extrait de l'interprétation de la chanson par Les quatre barbus,.
D'après l'écrivain Armand Lanoux, dans son ouvrage Amours 1900 (1961), Un fonctionnaire de la  police des mœurs était présent à toutes les représentations de la troupe du Moulin Rouge de Charles  Zidler où les danseuses levaient bien haut la jambe pour le French Cancan. Son rôle se bornait à vérifier que les artistes portaient des sous-vêtements fermés (ce qui n'était pas forcément le cas avec l'habillement de l'époque). Presque inévitablement, les danseuses et le personnel de l'établissement l'avaient surnommé « le Sénateur Bérenger ».